# Ex-Steffi

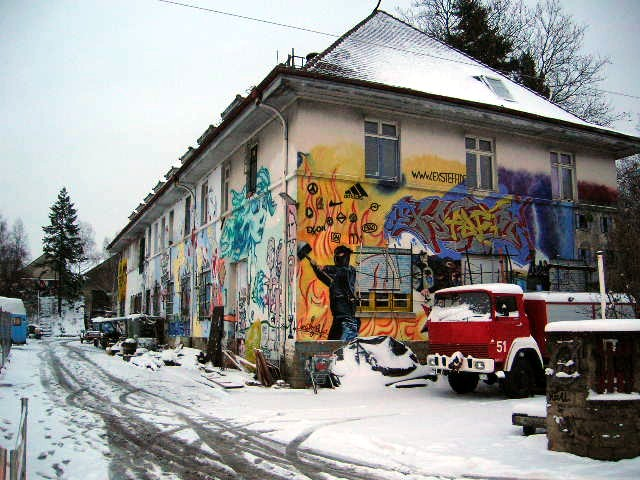
Die Ex-Steffi im Jahre 2005

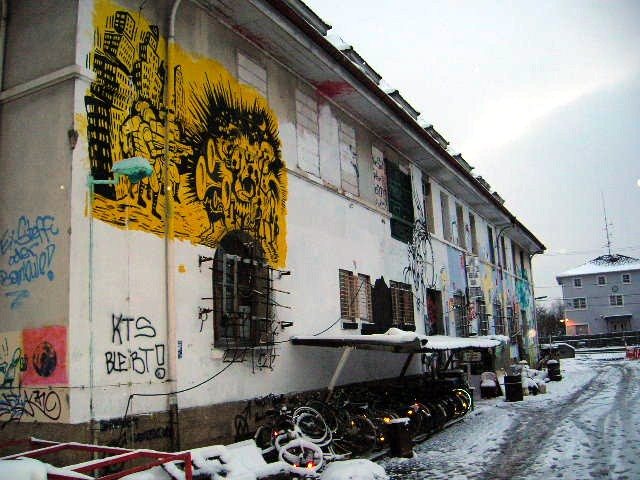
Die Ex-Steffi aus anderem Blickwinkel

Ex-Steffi war der Name eines autonomen Kultur- und Wohnprojekts in Karlsruhe, eine weithin bekannte Basis für ungezählte Antifa-Aktionen und Kampagnen zum Erhalt linker Freiräume. 
1990 begann mit einer Hausbesetzung in der Karlsruher Stephanienstraße 60–64 die Geschichte der „Steffi“. 25 Tage währte die Besetzung, bis sich Hausbesitzer und Besetzer auf einen Nutzungsvertrag einigten und somit die Situation legalisiert und das 13 Jahre leerstehende Haus wieder genutzt wurde.
1997 sollte nach sieben Jahren das autonome Zentrum einem Altenheim weichen. Es konnte jedoch ein Ersatzquartier durch Verhandlungen mit der Stadtverwaltung ausgehandelt werden. Die Bewohner der „Steffi“ zogen in die Schwarzwaldstraße 79 um und änderten daher den Namen in „Ex-Steffi“. Im neuen Haus wurde der Mietvertrag zeitlich auf 3 Jahre begrenzt und nur einmal um weitere 3 Jahre verlängert. Anfang 2003 endete der Vertrag, im April 2006 wurde das Gebäude geräumt und abgerissen.
Die Ex-Steffi wurde im Verfassungsschutzbericht Baden-Württemberg im Jahr 2006 genannt.

## Das Leben in der Ex-Steffi
Dort lebten meist rund 20 junge Leute selbstbestimmt und selbstorganisiert zusammen. 3.000 Euro monatliche Miete wurden für das baufällige Haus bezahlt (Stand 2005). Es gab regelmäßig kulturelle Veranstaltungen, welche via „Terminator“, dem Terminkalender der „Ex-Steffi“, koordiniert wurden. Sämtliche Angebote (Konzerte, politische Arbeit, Filme, Volxküche jeden Donnerstag usw.) waren unkommerziell ausgerichtet und somit auch für Menschen, die über keinerlei finanzielle Mittel verfügen, zugänglich. Die Bewohner betrieben einen öffentlichen Jugendtreffpunkt mit Café. Etwa 20.000 Menschen pro Jahr nahmen am kulturellen Leben teil. In den Räumen der Ex-Steffi befanden sich ein Infoladen und ein Umsonstladen zur solidarischen Weitergabe von Kleidung.